# Ла-Порт (Каліфорнія)
Ла-Порт (англ. La Porte) — переписна місцевість (CDP) в США, в окрузі Плумас штату Каліфорнія. Населення — 65 осіб (2020).

## Географія
Ла-Порт розташована за координатами 39°40′21″ пн. ш. 120°59′7″ зх. д. / 39.67250° пн. ш. 120.98528° зх. д. (39.672508, -120.985244).  За даними Бюро перепису населення США в 2010 році переписна місцевість мала площу 11,54 км², уся площа — суходіл.

## Демографія
Згідно з переписом 2010 року, у переписній місцевості мешкало 26 осіб у 15 домогосподарствах у складі 8 родин. Густота населення становила 2 особи/км².  Було 145 помешкань (13/км²).
Расовий склад населення:
| - 92,3 % — білих - 3,8 % — корінних американців - 3,8 % — чорних або афроамериканців |

До двох чи більше рас належало 0,0 %. Частка іспаномовних становила 0,0 % від усіх жителів.
За віковим діапазоном населення розподілялося таким чином: 15,4 % — особи молодші 18 років, 61,5 % — особи у віці 18—64 років, 23,1 % — особи у віці 65 років та старші. Медіана віку мешканця становила 56,0 року. На 100 осіб жіночої статі у переписній місцевості припадало 100,0 чоловіків;  на 100 жінок у віці від 18 років та старших — 100,0 чоловіків також старших 18 років.
Цивільне працевлаштоване населення становило 0 осіб. 